# Erigeron diplopappoides
Erigeron diplopappoides là một loài thực vật có hoa trong họ Cúc. Loài này được S.Schauer mô tả khoa học đầu tiên năm 1847.